# Muhàmmad ibn Thàbit
Muhàmmad ibn Thàbit (àrab: محمد بن ثابت, Muḥammad b. Ṯābit) fou emir dels Awlad Mandil del Chelif.
Era fill de Thàbit ibn Mandil, que després d'un llarga guerra contra els abdalwadites de Tlemcen, només conservava Brechk (1294) i va marxar en vaixell al Marroc per demanar ajut als marínides (1294/1295) deixant encarregat del govern al seu fill Muhàmmad ibn Thàbit. Aquest no va trigar a usurpar el tron, però el 1295, els abdalwadites van posar fi a l'emirat.